# Comares
Comares település Spanyolországban, Málaga tartományban. Comares Málaga, Colmenar, Riogordo, Cútar és El Borge községekkel határos. Lakosainak száma 1346 fő (2024).

## Népesség
A település népessége az elmúlt években az alábbi módon változott:
| Lakosok száma | 1369 | 1419 | 1568 | 1591 | 1638 | 1435 | 1315 | 1315 | 1320 | 1346 |
|               | 2001 | 2004 | 2007 | 2009 | 2012 | 2014 | 2017 | 2019 | 2022 | 2024 |